# Восходящее солнце (телесериал)
«Восходящее солнце» (порт. Sol Nascente) — бразильская теленовелла, созданная создателями Вальтером Неграном, Сюзаной Пирес и Жулиу Фишером. В главных ролях Бруну Гальяссу, Джованна Антонелли, Рафаэль Кардосу, Луис Мелу, Франсиску Куоку и Араси Балабанян. Сериал транслируется на телеканале TV Globo с 29 августа 2016 года по 21 марта 2017 года.

## Сюжет
Действие происходит в вымышленной деревне Sol Nascente. Сюжет повествует о путешествии двух друзей разного происхождения: внука итальянских иммигрантов Гаэтано и Джеппины, которые приехали в Бразилию, чтобы спастись от мафии, Марио - давний друг Алисы, воспитанный японцем Кадзуо Танакой как приемной дочерью вместе с двоюродными братьями; Юми, Хироми и Хидео. Дружба разрушается, когда Марио влюбляется в свою подругу детства Алису, которая планирует два года учиться в Японии. Незрелому и импульсивному, ему придется изменить свои методы, чтобы завоевать Алису, которая помолвлена с Сезаром, казалось бы, идеальным мужчиной, но все, что ему нужно, — это ее деньги.

## В ролях
- Бруну Гальяссу — Марио Де Анджели
- Джованна Антонелли — Элис Танака
- Рафаэль Кардозу — Владимир Сезар Тейшейра Коррейя Фильо (Сезар)
- Луис Мелу - Кадзуо Танака
- Франсиску Куоку — Гаэтано Де Анджели / Луиджи Борелли
- Араси Балабанян — Джузеппина Де Анджели (Джеппина) / Филомена Джунчетти
- Лаура Кардозу — Мария Апаресида Тейшейра Коррейя (донья Синья)
- Марселу Новаес — Витторио Де Анджели
- Клаудия Оана — Лоретта Фрагосу
- Анри Кастелли — Рафаэль Мартинес де Фрейтас Жуниор (Ральф Тату)
- Летисия Спиллер — Хелена Мартинес де Фрейтас (Ленита)
- Марселу Фариа — Фелипе Робледу
- Джованна Ланчеллотти — Милена Де Анджели
- Жоау Кортес — Джузепе Де Анджели (Пеппину)
- Мива Янагидзава — Миэко Танака
- Кэрол Накамура — Хироми Танака (Хиру)
- Жаклин Сату — Юми Танака
- Пауло Чун — Хидео Танака
- Эмилиу Орчоллу Нетту — Дамасцену Риги Саломан / Дамасцено Джунчетти Де Анджели (Дама)
- Лума Коста — Элиза Бенатти
- Нивеа Мария — Миртес Кальдерон Тексейра (Дона Мосинья)
- Рафаэль Зулу — Жоау Амару
- Джулиана Алвес — Дора де Соуза
- Марчеллу Мелу-младший — Тьяго де Соуза
- Сильвия Бандейра — Ана Клара Пейшоту
- Рената Домингес — Сирлен да Силва
- Мария Хоана — Каролина Пейшоту (Кэрол)
- Жан Пьер Ноэр — капитан Патрик
- Татьяна Тибурчу — Мария Франциска (Чика)
- Валь Перре — Жосе Кирину (Кирину)
- Чинара Леал — Ванда
- Паблу Мораис — Нуну
- Памела Томе — Патрисия (Пэти)
- Лукас Лукку — Дэниел
- Марсиу Килинг — Бернарду Мейреллес
- Эрика Януса — Жулия Феррейра
- Жоау Карлуш Баррозу — Делегаду Мескита
- Флавия Гуэдес — Кика
- Ана Лима — Паула
- Марчелло Айролди — Делегаду Лузада
- Марко Рибейру — Пиауи
- Роберта Пирагибе — Нанда
- Рик Гарсия — Пескосу
- Фелипе Магу — Вагнер Насименту
- Лукас Сапукахи — Кауа

## Транслировать
Первый эпизод «Восходящее солнце» получил рейтинг зрителей в Большом Сан-Паулу 25,4 балла - индекс, зафиксированный во время премьеры его предшественника, Êta Mundo Bom!.